# Брандыс, Казимеж
Казимеж Брандыс (пол. Kazimierz Brandys; 27 октября 1916, Лодзь — 11 марта 2000, Париж) — польский писатель, эссеист, критик, сценарист и драматург, педагог. Член ПОРП с 1946 года. Один из крупнейших писателей Народной Польши.

## Биография
Родился в 1916 г. в Лодзи, в ассимилированной еврейской семье. Брат польского прозаика, журналиста и переводчика Мариана Брандыса.
В 1936—1938 гг. — принимал участие в деятельности Союза независимой социалистической молодёжи. К этому же времени относятся его первые выступления в прогрессивном львовском журнале «Сигналы». Накануне Второй мировой войны Брандыс окончил юридический факультет Варшавского университета. Годы войны провёл в оккупированной немцами Варшаве, участвовал в работе нелегальных литературных кружков.
В 1945—1950 входил в состав редакции еженедельника «Kuźnica» («Кузница»), в 1956—1960 — еженедельника «Nowa Kultura» («Новая культура»).
В 1966 вышел из партии в знак протеста против начавшихся репрессий против представителей науки и культуры, в частности, Лешека Колаковского. Выехал во Францию.
В 1970—1971 преподавал славянскую литературу в Сорбонне. В 1976 году был в числе польских интеллектуалов, подписавших «Меморандум 101» с протестом против изменений в Конституции Польши.
В 1977—1980 — член редакции журнала польской демократической оппозиции «Zapis».
Член Союза польских писателей. С 1981 постоянно жил за пределами Польши.
Похоронен на кладбище Пер-Лашез.

## Творчество
Дебютировал, как театральный критик, в 1935 году на страницах ежемесячника «Kuźnia Młodych» («Кузница молодых»).
Литературную деятельность начал как публицист в конце 1930-х годов.
Как художник-реалист Брандыс сформировался уже в условиях народной власти. В 1946 вышли его первая повесть «Деревянный конь» и роман «Непокорённый город». Затем один за другим появляются четыре романа, составившие монументальную эпопею «Между войнами» (1947—1951) — это одно из лучших произведений Брандыса. В 1953 г. увидела свет пьеса «Справедливые люди», о революционных событиях в Польше в 1905 г. В 1954 г. — вышел в свет его роман «Граждане», ставший первым произведением Брандыса, переведённым на русский язык. Далее последовал цикл рассказов, объединённый в сборнике «Воспоминания из современности» (1954—1956) и небольшая повесть «Мать Крулей» (1957) . Автор сборников рассказов «Красная шапочка» (1956).
По его сценарию в 1963 снят фильм «Как быть любимой».
Как писал Л. Романович, в предисловии к циклу романов «Между войнами»: «Казимеж Брандыс — вдумчивый, чуткий художник, человек с обострённым чувством гражданской совести, напряжённо ищущий, стремящийся проникнуть в глубь социальных процессов. Каждая нова книга писателя — разведка, поиск, охват новых сфер действительности, ещё мало освоенных средствами искусства».

## Публицистика
Публицистика Брандыса, шла впереди его собственного художественного творчества. В своих публицистических статьях, он, решительно выступал в защиту высокоидейного реалистического искусства, всеми своими корнями связанного с жизнью народа, осуждал показ одинокого человека, лишённого реальных связей с общественной жизнью. «Путь к роману, за который мы боремся… — писал он, — от себя к действительности».

## Произведения
Однако первая повесть Брандыса «Деревянный конь», написанная в период фашистской оккупации, сама не была лишена этих недостатков. По мнению Л. Романовича, в ней ещё были сильны традиции польской буржуазной литературы периода так называемого «двадцатилетия» (1918—1939), выражавшиеся в сознательном отходе от проблем действительности, в усложнённой конструкции произведений, ложной многозначительности героев и болезненном копании в их переживаниях.
Новым этапом творчества Брандыса стал роман «Непокорённый город», посвящённый столице Польши. Основная мысль романа — отвращение ко злу, и до тех пор, пока оно не станет более могучей силой, чем страх перед смертью, и жажда существования, мир никогда не будет лучше. По сравнению с повестью «Деревянный конь», в этом романе изменилось поле наблюдения писателя. Если в повести он анализировал лишь чувства героя, который почти не соприкасался с окружающим его миром, то в романе основной персонаж не отделим от трагической судьбы оккупированной Варшавы, от судьбы народа и самой страны. На этот раз отдельная личность интересна автору не сама по себе, как это было в повести «Деревянный конь», для писателя она одна из частиц, которые слагают общество: «История человеческого сердца принимается во внимание, лишь в большой картине общих человеческих дел…» — говорит Брандыс в конце своей книги.
Цикл романов «Между войнами» — первое крупное произведение современной польской литературы, в котором показан путь фашизации страны в предвоенные годы, раскрыты события периода оккупации и отражены исторические сдвиги, имевшие место уже в начальный период существования народной Польши. В одной своей статье, Брандыс, так изложил главную идею этого произведения: «Капиталистический строй морально и физически разрушает человека, если он с ним не борется; единственное спасение — борьба с этим строем, то есть связь с революционным движением нашего времени — с движением рабочего класса».
Брандыс работал над своей эпопеей (первоначально задуманной как один роман) без малого пять лет. Она состоит из четырёх романов: «Самсон», «Антигона», «Троя — открытый город», «Человек не умирает». У каждого из этих произведений, входящих в цикл «Между войнами» есть свой герой и своя ведущая тема, однако в общем развитии сюжета они создают единую картину. Всем строем образов своих романов автор подводит нас к выводу: «Люди не являются плохими — безусловно плохим является, лишь общество, основанное на насилии и эксплуатации».
Романы «Самсон» и «Антигона» повествуют о событиях до начала второй мировой войны и времени оккупации Польши фашистской Германией. При этом, время начала войны — 1 сентября 1939 г., выбирает как середина, для обоих романов не случайно, война становится переломным моментом в жизни героев. Действие романа «Троя — непокорённый город», так же начинаются до второй мировой войны, но завершается уже в послевоенный период; это единственный роман цикла, действия которого разворачиваются вне Польши, а именно в Париже. Что касается романа «Человек не умирает», то его сюжет развёртывается в уже оккупированной Польше, а завершается в послевоенный период.
Роман «Граждане» — посвящён трудным путям социалистического строительства.

## «Самсон»
Герой этой книги, еврейский юноша, Якуб Гольд, честный, простодушный, наивно верящий, что мир, в котором он живёт, устроен разумно и справедливо, сталкивается с уродливой действительностью довоенной Польши (общественная несправедливость, еврейские погромы), а затем и с ужасами немецкой оккупации в Варшаве. По мысли писателя, «Самсон» должен был стать не книгой о мученичестве евреев, а историей человека, которого капиталистическая система избирает своей жертвой. То, что произошло с Якубом, вполне могло случиться, говорит Брандыс, и в современной Америке, если бы Гольд был негритянским парнем из нью — йоркского Гарлема. Отсюда вытекает основная идея «Самсона»: капитализм по своей сути враждебен человеку, а фашизм, национальный и расовый гнёт — закономерное его порождения.
Книга о Якубе Гольде, несмотря на трагический финал, пронизана подлинным оптимизмом. Смерть в борьбе с оккупантами, смерть в борьбе за то, чтобы «быть человеком… ничего не бояться и приносить пользу другим», превращает Гольда, который до встречи с коммунистами — подпольщиками был лишь жертвой (антисемитов, несправедливой системы довоенной Польши, окружающих, фашистов), в сознательного борца за свободу, за человеческое достоинство.
Писатель намеренно преувеличил пассивность, обречённость героя, чтобы более выпукло передать трагизм положения человека, которого мир «насилия и обмана» поставил в положение затравленного зверя. Когда же Якуб Гольд остался с товарищами по антифашистскому подполью, когда его начали терзать не страх вообще, а страх перед бесполезно прожитой жизнью, — он перестал быть «объектом приложения внешних сил», превратился в сознательного борца, подлинного Человека с большой буквы. Вступив в ряды антифашистского подполья, Якуб берет прозвище — Самсон, отсюда и название романа.
Роман «Самсон» обвиняет империализм и фашизм, описывая судьбу одной их жертвы.

## «Антигона»
Во втором романе «Антигона» — автор раскрывая подноготную международного афериста Ксаверия Шарлея, обличает буржуазно — помещичий строй Польши накануне его краха. По мысли автора, этот ловкий делец, по своему, такая же жертва капиталистического строя, как и несчастный Якуб Гольд.
В своё время, некоторые критики, упрекали автора, как за то, что он поставил в центр произведения аморальную личность, так и за то, что разоблачая грязные махинации Ксаверия Шарлея, он в то же время как бы оправдывает его, пытается доказать, что Ксаверий Шарлей — скорее невольный участник зла, чем его виновник.
В своём романе Брандысу удалось создать яркий социальный тип дельца — проходимца, готового на всё, чтобы урвать кусок по — жирнее. Используя этого героя, автор поднимается до постановки проблемы общенационального масштаба, показывая, что капиталистические хищники не останавливаются даже перед национальным предательством и во имя своих интересов идут на прямой сговор с фашистским оккупантами. Брандыс не жалеет красок, чтобы вызвать сочувствие к Ксаверию Шарлею, неоднократно подчёркивая его страдания и недуги, одиночество, любовь к сыновьям, подавленное состояние затравленного человека.
Выходец из социальных низов, Ксаверий Шарлей, начал свою карьеру с того, что стал шпиком на фабрике; тёмные махинации по продаже драгоценностей. награбленных в варшавском гетто, — лишь очередная ступень его общественной и моральной деградации. Без всяких угрызений совести он сотрудничает с немцами. Их поражение означает и его окончательный крах. Он умирает одинокий, всеми покинутый, в тот момент, когда происходит освобождение Польши, — в новой действительности ему места нет.
Смерть Ксаверия Шарлея в деревне, возле аристократического поместья Калень, глубоко символична. На протяжении всей жизни Шарлея роскошная помещичья усадьба была мерилом благополучия, к которому он стремился, его идеалом, недостижимой мечтой. С Каленем, так или иначе переплетались все линии судьбы этого афериста. В детстве он был товарищем для игр наследницы поместья, в молодости стал её любовником, а в конце своего жизненного пути — её убийцей.
Автор так тесно связал судьбы аристократки Орши и проходимца Шарлея, людей принадлежавших к совершенно разным социальным кругам, для того, чтобы показать, что по сути дела, это необычайно родственные натуры. Старая Орша, представительница аристократического рода, подобно Шарлею, не останавливается не перед чем, ради достижения своих целей. Сотрудничая с фашистами, она, так же как и Шарлей, одновременно, старалась застраховать себя на случай их военного поражения (только в отличае от Шарлея, она вела более тонкую игру на два фронта, устраивала встречи видного фашистского чиновника с представителем реакционного подполья). Алчность, лицемерие, холодный расчёт Орши — черты не менее отталкивающие, чем цинизм Шарлея.
В конце романа писатель окончательно ставит знак равенства между аристократкой Оршей и авантюристом Шарлеем, когда чопорная владелица поместья, попросту выкрадывает деньги своего бывшего любовника. Хранительница «национальных традиций», чей сын должен был въехать в Варшаву на белом коне, превращается в главного обвиняемого в разоблачительном процессе, который Брандыс ведёт против буржуазно — помещичьей Польши и её правящей клики.
Ещё в ранней юности главного героя, в Калень, заехал актёр Волич, который поставил там пьесу «Антигона», все роли в ней исполняли дети живущие в поместье. Юному Ксаверию Шарлею, довелось играть Антигону. В последующем, Волич, так и прозвал его, отсюда название романа.

## «Троя — открытый город»
В этом романе автор показал прямую зависимость судьбы человека от той позиции, какую он занимает в жизни. И формально и по существу, третий роман заметно отличается от двух предыдущих. Обе части «Трои» написаны от первого лица (в одном случае дневник Юлиана Шарлея), старшего сына Ксаверия, в другом — о событиях повествует от своего имени деятель рабочего движения Вацлав Панкрат). Таким образом, главный герой романа — Юлиан Шарлей — предстаёт двояко: с интимной стороны, «изнутри» — через его дневник; а затем о встречах с Шарлеем рассказывает сторонний свидетель — Панкрат. Такое сопоставление субъективного и объективного позволяет глубже проникнуть как в психологию Юлиана Шарлея, так и в узловые проблемы романа.
«Источник моей свободы — в объектах моего презрения» — говорит поборник «чистого искусства» Юлиан Шарлей, долгие годы проживший в Париже, воспитанный на творчестве мэтров дэкаданса. Он стремиться достичь духовной «независимости» путём отречения от всякой идеологии и любых политических страстей, путём полной изоляции от современности. «Опоздавший родиться на несколько веков», Юлиан ищет убежище от всё возрастающего напора событий, пытается уйти в «мир предметов и названий», в область якобы не преходящих ценностей, создаёт для собственного потребления хилую доморощенную философию бегства от жизни.
Юлиан презирает действительность: гражданская война в Испании интересует его лишь в той мере, в какой он мог бы написать трагедию в античном стиле на материале нескольких драматических эпизодов осады Мадрида; он с любопытством относится к планам фашизации Польши; его забавляют гнусные хулиганские выходки одного знакомого поэта, откровенного расиста и мракобеса. Юлиан упоён собой, а на мир взирает свысока, как посторонний наблюдатель.
Проповедуя эту философию он пишет драму «Троя — открытый город». Смысл пьесы — всякая борьба бесцельна: «Напрасна борьба, напрасна оборона… Так всегда было и никогда не измениться». Юлиан сравнивает разум человека с осаждённой крепостью: «Осаждённый разум — это Троя… Я хочу поведать потомкам, в чём заключается подлинная сущность моего времени: она — в защите внутреннего мира человека от шума борьбы и необходимости делать выбор…»
Однако банкротство отца положило конец этому беспечному, паразитическому существованию. Не получая больше денег, Юлиан Шарлей был вынужден немедленно спуститься с олимпийских высот на землю, больше того, он скатывается на дно. Это он, Юлиан Шарлей, выдаёт контрразведке коммуниста Панкрата; разрешает использовать свою репутацию писателя для целей международного фашизма; наконец ему предлагают стать шпиком и следить за прогрессивно настроенными поляками — эмигрантами. Брандыс мастерски показывает, как душевная пассивность и аполитичность Шарлея делают его послушным орудием реакции. Вывод ясен: избежать участия в борьбе нельзя, и логика событий привела его в лагерь реакции, он стал участником борьбы, которую сам отрицал. Когда же, использовав его, недавние покровители отвернулись, Юлиан Шарлей, оказался в самом жалком положении. Сознание никчемности его «идей» пришло к нему слишком поздно.
Во второй части «Трои» суд над Шарлеем произносит Панкрат — новый человек, нового социалистического мира.

## «Человек не умирает»
В этом романе Казимеж Брандыс рисует широкую картину народной жизни, создаёт целую галерею образов представителей рабочего класса. Теперь это конкретные, живые люди, а не бледные эпизодические персонажи, промелькнувшие на страницах трёх предыдущих книг.
Герой романа — младший сын Ксаверия Шарлея, Тони Шарлей — человек, который порвав со своей средой, с грузом буржуазных условностей и пережитков, переходит на позиции рабочего класса. Роман начинается с картины восставшей Варшавы. Центральным мотивом первой части романа становятся расчёты с прошлым. Тони порывает со своей средой, «аковским» подпольем (Армия Крайова (АК), подпольная организация сопротивления в оккупированной Польше, руководимая лондонским эмиграционным правительством). Его оттолкнул от командования АК собственный опыт, когда он понял, что не патриотизм, а ненависть к рабочему классу являются движущей силой буржуазии. Разрыв с реакционным подпольем означал для Тони окончательный разрыв со своим прошлым, с тем мирок, в котором он вырос.
Постепенно образ Тони Шарлея отходит на второй план, и уже во второй части романа, подлинным героем его становится рабочий класс в целом.